# Estcourtiana sexnotata
Estcourtiana sexnotata es una especie de insecto coleóptero de la familia Chrysomelidae.
Fue descrita científicamente en 1958 por Bryant.